# Antioquia de Cilícia
Antioquia de Cilícia (en grec antic Ἀντιόχεια πρὸς τὸν Πύραμον 'Antioquia vora el Piramos') era una ciutat de Cilícia que Esteve de Bizanci situa a la vora del riu Piramos. Tot i així, per algunes restes trobades es pensa que probablement era a la vora del Sarus. Va ser fundada en època selèucida i mai no arribà a ser gaire important.